# À travers les Flandres féminin 2021
Pour la course masculine, voir À travers les Flandres 2021.
La 9e édition d'À travers les Flandres féminin a lieu le 31 mars 2021. La course fait partie du calendrier international féminin UCI 2021 en catégorie 1.1. Elle se déroule en même temps que l'épreuve masculine. Elle est remportée par la Néerlandaise Annemiek van Vleuten, échappée avec la Polonaise Katarzyna Niewiadoma. Alexis Ryan règle le sprint du groupe des poursuivantes pour la 3e place.

## Équipes
| UCI Women's WorldTeams (8)- Alé BTC Ljubljana - Team BikeExchange - Canyon-SRAM Racing - Team DSM - FDJ-Nouvelle Aquitaine-Futuroscope - Liv Racing - Movistar Team - Trek-Segafredo Équipes féminines continentales (19)- A.R. Monex - Arkéa Pro Cycling Team - Bingoal Casino-Chevalmeire - Bizkaia-Durango - Hitec Products - Doltcini-Van Eyck Sport-Proximus - Drops-Le col - Jumbo-Visma - Lotto Soudal Ladies - Lviv Cycling Team - Massi Tactic - Multum Accountants - NXTG Racing - Parkhotel Valkenburg - Plantur-Pura - Rupelcleaning-Champion lubricants - Stade Rochelais Charente-Maritime Women Cycling - Tibco-Silicon Valley Bank - Valcar-Travel & Service |
| |

## Présentation

### Parcours
À cause la pandémie, le parcours n'est pas communiqué en détail.
Dix monts sont au programme de cette édition, dont certains recouverts de pavés :
| Mont | Nom                           | Km  | Revêtement | Longueur (m) | Pente moyenne | Pente maxi | Km de l'arrivée |
| ---- | ----------------------------- | --- | ---------- | ------------ | ------------- | ---------- | --------------- |
| 1    | Mont de l'Enclus (Bergstraat) | 47  | asphalte   | 1 000        | 6,8 %         | 16 %       |                 |
| 2    | Kortekeer                     | 58  | asphalte   | 1 000        | 6,4 %         | 17 %       |                 |
| 3    | Steenbeekdries                | 62  | asphalte   | 700          | 5,3 %         | 6,7 %      |                 |
| 4    | Taaienberg                    | 64  | pavés      | 530          | 6,6 %         | 15,8 %     |                 |
| 5    | Berg Ten House                | 69  |            |              |               |            |                 |
| 6    | Kruisberg                     | 80  | asphalte   | 2 500        | 5 %           |            |                 |
| 7    | Côte de Trieu                 | 116 | asphalte   | 1 900        | 4,9 %         | 11,8 %     |                 |
| 8    | Tiegemberg                    | 99  | asphalte   | 1 400        | 6,5 %         | 9 %        |                 |
| 9    | Holstraat (nl)                | 109 | asphalte   | 1 000        | 5,2 %         | 12 %       |                 |
| 10   | Nokereberg                    | 111 | pavés      | 500          | 5,7 %         | 6,7 %      |                 |

## Récit de la course
La météo est clémente. Trek-Segafredo contrôle la course à l'approche du mont de l'Enclus. Leah Thomas attaque, mais est reprise. Un peloton réduit groupé se présente au pied du Kruisberg. Dans la côte de Trieu, soit à trente-six kilomètres de l'arrivée, Annemiek van Vleuten et Katarzyna Niewiadoma sortent du peloton. Leur avance atteint rapidement une vingtaine de seconde. Derrière, Ellen van Dijk attaque plusieurs fois. Une fois avec Alison Jackson et une avec Yara Kastelijn, mais elle ne parvient pas à rentrer sur l'avant. Au sprint, Annemiek van Vleuten lance aux trois cent mètres et n'est pas reprise par Katarzyna Niewiadoma. Le groupe de poursuivantes, qui finit à douze secondes du duo, est réglé par Alexis Ryan.

## Classements

### Classement final
| \| Classement général \| Classement général \| Classement général \| Classement général \| Classement général \| \| Coureuse \| Coureuse \| Pays \| Équipe \| Temps \| \| ------------------ \| -------------------- \| ------------------ \| ---------------------------------- \| ------------------ \| \| 1re \| Annemiek van Vleuten \| Pays-Bas \| Movistar Team \| 3 h 04 min 04 s \| \| 2e \| Katarzyna Niewiadoma \| Pologne \| Canyon-SRAM Racing \| + 0 s \| \| 3e \| Alexis Magner \| États-Unis \| Canyon-SRAM Racing \| + 19 s \| \| 4e \| Vittoria Guazzini \| Italie \| Valcar-Travel & Service \| + 19 s \| \| 5e \| Alison Jackson \| Canada \| Liv Racing \| + 19 s \| \| 6e \| Grace Brown \| Australie \| Team BikeExchange \| + 19 s \| \| 7e \| Floortje Mackaij \| Pays-Bas \| Team DSM \| + 19 s \| \| 8e \| Eugenia Bujak \| Slovénie \| Alé BTC Ljubljana \| + 19 s \| \| 9e \| Ellen van Dijk \| Pays-Bas \| Trek-Segafredo \| + 19 s \| \| 10e \| Stine Borgli \| Norvège \| FDJ-Nouvelle Aquitaine-Futuroscope \| + 19 s \| |                      |            |                                    |                 |
| |                      |            |                                    |                 |
| Sources : ProCyclingStats Cycling Quotient |                      |            |                                    |                 |
| Classement général |                      |            |                                    |                 |
| Coureuse | Coureuse             | Pays       | Équipe                             | Temps           |
| 1re | Annemiek van Vleuten | Pays-Bas   | Movistar Team                      | 3 h 04 min 04 s |
| 2e | Katarzyna Niewiadoma | Pologne    | Canyon-SRAM Racing                 | + 0 s           |
| 3e | Alexis Magner        | États-Unis | Canyon-SRAM Racing                 | + 19 s          |
| 4e | Vittoria Guazzini    | Italie     | Valcar-Travel & Service            | + 19 s          |
| 5e | Alison Jackson       | Canada     | Liv Racing                         | + 19 s          |
| 6e | Grace Brown          | Australie  | Team BikeExchange                  | + 19 s          |
| 7e | Floortje Mackaij     | Pays-Bas   | Team DSM                           | + 19 s          |
| 8e | Eugenia Bujak        | Slovénie   | Alé BTC Ljubljana                  | + 19 s          |
| 9e | Ellen van Dijk       | Pays-Bas   | Trek-Segafredo                     | + 19 s          |
| 10e | Stine Borgli         | Norvège    | FDJ-Nouvelle Aquitaine-Futuroscope | + 19 s          |

### Points UCI
| Position           | 1er | 2e | 3e | 4e | 5e | 6e | 7e | 8e | 9e | 10e | 11e | 12e | 13e à 15e | 16e à 25e |
| Classement général | 125 | 85 | 70 | 60 | 50 | 40 | 35 | 30 | 25 | 20  | 15  | 10  | 5         | 3         |

## Liste des participantes
| Trek-Segafredo TFS | Trek-Segafredo TFS                 | Trek-Segafredo TFS |
| ------------------ | ---------------------------------- | ------------------ |
| Num                | Coureuse                           | Pos                |
| 1                  | Ellen van Dijk (NED)               | 9e                 |
| 2                  | Lucinda Brand (NED)                | 50e                |
| 3                  | Audrey Cordon-Ragot (FRA) (route)  | 22e                |
| 4                  | Lizzie Deignan (GBR)               | 21e                |
| 5                  | Elisa Longo Borghini (ITA) (route) | 30e                |
| 6                  | Ruth Edwards (USA)                 | 49e                |

| Team DSM DSM | Team DSM DSM           | Team DSM DSM |
| ------------ | ---------------------- | ------------ |
| Num          | Coureuse               | Pos          |
| 11           | Lorena Wiebes (NED)    | AB           |
| 12           | Juliette Labous (FRA)  | 16e          |
| 13           | Liane Lippert (GER)    | 20e          |
| 14           | Floortje Mackaij (NED) | 7e           |
| 15           | Pfeiffer Georgi (GBR)  | 53e          |
| 16           | Julia Soek (NED)       | 106e         |

| Team BikeExchange BEX | Team BikeExchange BEX   | Team BikeExchange BEX |
| --------------------- | ----------------------- | --------------------- |
| Num                   | Coureuse                | Pos                   |
| 21                    | Grace Brown (AUS)       | 6e                    |
| 22                    | Teniel Campbell (TTO)   | 82e                   |
| 23                    | Arianna Fidanza (ITA)   | 43e                   |
| 24                    | Sarah Roy (AUS) (route) | 24e                   |
| 25                    | Moniek Tenniglo (NED)   | 48e                   |
| 26                    | Urška Žigart (SLO)      | 104e                  |

| Movistar Team MOV | Movistar Team MOV                  | Movistar Team MOV |
| ----------------- | ---------------------------------- | ----------------- |
| Num               | Coureuse                           | Pos               |
| 31                | Annemiek van Vleuten (NED) (route) | 1re               |
| 32                | Barbara Guarischi (ITA)            | 102e              |
| 33                | Aude Biannic (FRA)                 | 105e              |
| 34                | Alicia González (ESP)              | AB                |
| 35                | Gloria Rodríguez (ESP)             | AB                |
| 36                | Leah Thomas (USA)                  | 14e               |

| Liv Racing LIV | Liv Racing LIV        | Liv Racing LIV |
| -------------- | --------------------- | -------------- |
| Num            | Coureuse              | Pos            |
| 41             | Valerie Demey (BEL)   | 46e            |
| 42             | Alison Jackson (CAN)  | 5e             |
| 43             | Jeanne Korevaar (NED) | 19e            |
| 44             | Evy Kuijpers (NED)    | 103e           |
| 45             | Soraya Paladin (ITA)  | 18e            |
| 46             | Marta Jaskulska (POL) | 34e            |

| Canyon-SRAM Racing CSR | Canyon-SRAM Racing CSR      | Canyon-SRAM Racing CSR |
| ---------------------- | --------------------------- | ---------------------- |
| Num                    | Coureuse                    | Pos                    |
| 51                     | Neve Bradbury (AUS)         | 86e                    |
| 52                     | Alice Barnes (GBR)          | 54e                    |
| 53                     | Katarzyna Niewiadoma (POL)  | 2e                     |
| 54                     | Elise Chabbey (SUI) (route) | 38e                    |
| 55                     | Ella Harris (NZL)           | AB                     |
| 56                     | Alexis Magner (USA)         | 3e                     |

| Alé BTC Ljubljana ALE | Alé BTC Ljubljana ALE   | Alé BTC Ljubljana ALE |
| --------------------- | ----------------------- | --------------------- |
| Num                   | Coureuse                | Pos                   |
| 61                    | Marta Bastianelli (ITA) | 32e                   |
| 62                    | Maaike Boogaard (NED)   | 44e                   |
| 63                    | Eugenia Bujak (SLO)     | 8e                    |
| 64                    | Tatiana Guderzo (ITA)   | 108e                  |
| 66                    | Sophie Wright (GBR)     | AB                    |

| FDJ-Nouvelle Aquitaine-Futuroscope FDJ | FDJ-Nouvelle Aquitaine-Futuroscope FDJ | FDJ-Nouvelle Aquitaine-Futuroscope FDJ |
| -------------------------------------- | -------------------------------------- | -------------------------------------- |
| Num                                    | Coureuse                               | Pos                                    |
| 71                                     | Stine Borgli (NOR)                     | 10e                                    |
| 72                                     | Brodie Chapman (AUS)                   | 73e                                    |
| 73                                     | Clara Copponi (FRA)                    | 31e                                    |
| 74                                     | Victorie Guilman (FRA)                 | 89e                                    |
| 75                                     | Marie Le Net (FRA)                     | 74e                                    |
| 76                                     | Évita Muzic (FRA)                      | 17e                                    |

| Jumbo-Visma Women Team TJV | Jumbo-Visma Women Team TJV | Jumbo-Visma Women Team TJV |
| -------------------------- | -------------------------- | -------------------------- |
| Num                        | Coureuse                   | Pos                        |
| 81                         | Teuntje Beekhuis (NED)     | 36e                        |
| 82                         | Anouska Koster (NED)       | 26e                        |
| 83                         | Pernille Mathiesen (DEN)   | AB                         |
| 85                         | Karlijn Swinkels (NED)     | 27e                        |
| 86                         | Julie Van de Velde (BEL)   | 29e                        |

| Plantur-Pura PLP | Plantur-Pura PLP           | Plantur-Pura PLP |
| ---------------- | -------------------------- | ---------------- |
| Num              | Coureuse                   | Pos              |
| 91               | Yara Kastelijn (NED)       | 15e              |
| 92               | Aniek van Alphen (NED)     | 69e              |
| 93               | Sanne Cant (BEL)           | 25e              |
| 94               | Julie De Wilde (BEL)       | 96e              |
| 95               | Marthe Truyen (BEL)        | AB               |
| 96               | Inge van der Heijden (NED) | 42e              |

| Doltcini-Van Eyck-Proximus DVE | Doltcini-Van Eyck-Proximus DVE | Doltcini-Van Eyck-Proximus DVE |
| ------------------------------ | ------------------------------ | ------------------------------ |
| Num                            | Coureuse                       | Pos                            |
| 101                            | Marieke de Groot (NED)         | AB                             |
| 102                            | Amber Aernouts (NED)           | AB                             |
| 103                            | Victoire Berteau (FRA)         | AB                             |
| 104                            | Nicole Steigenga (NED)         | 79e                            |
| 105                            | Jade Lenaers (BEL)             | AB                             |
| 106                            | Fien Van Eynde (BEL)           | 93e                            |

| Lotto Soudal Ladies LSL | Lotto Soudal Ladies LSL  | Lotto Soudal Ladies LSL |
| ----------------------- | ------------------------ | ----------------------- |
| Num                     | Coureuse                 | Pos                     |
| 111                     | Anna Plichta (POL)       | 99e                     |
| 112                     | Elise vander Sande (BEL) | 76e                     |
| 113                     | Lone Meertens (BEL)      | AB                      |
| 114                     | Hanna Nilsson (SWE)      | 12e                     |
| 115                     | Abby-Mae Parkinson (GBR) | 84e                     |

| Arkéa Pro Cycling Team ARK | Arkéa Pro Cycling Team ARK    | Arkéa Pro Cycling Team ARK |
| -------------------------- | ----------------------------- | -------------------------- |
| Num                        | Coureuse                      | Pos                        |
| 121                        | Pauline Allin (FRA)           | AB                         |
| 122                        | Charlotte Becker (GER)        | 88e                        |
| 123                        | Léa Curinier (FRA)            | 87e                        |
| 124                        | Sandra Levenez (FRA)          | 107e                       |
| 125                        | Amandine Fouquenet (FRA)      | 65e                        |
| 126                        | Marie-Morgane Le Deunff (FRA) | AB                         |

| Bingoal-Chevalmeire CCT | Bingoal-Chevalmeire CCT   | Bingoal-Chevalmeire CCT |
| ----------------------- | ------------------------- | ----------------------- |
| Num                     | Coureuse                  | Pos                     |
| 141                     | Claudia Jongerius (NED)   | AB                      |
| 142                     | Caren Commissaris (NED)   | AB                      |
| 143                     | Justine Ghekiere (BEL)    | AB                      |
| 144                     | Demmy Druyts (BEL)        | AB                      |
| 145                     | Kelly Van den Steen (BEL) | 80e                     |
| 146                     | Thalita de Jong (NED)     | 13e                     |

| Parkhotel Valkenburg PHV | Parkhotel Valkenburg PHV  | Parkhotel Valkenburg PHV |
| ------------------------ | ------------------------- | ------------------------ |
| Num                      | Coureuse                  | Pos                      |
| 151                      | Leonie Bos (NED)          | AB                       |
| 152                      | Lieke Nooijen (NED)       | 70e                      |
| 153                      | Pien Limpens (NED)        | 66e                      |
| 154                      | Femke Markus (NED)        | 56e                      |
| 155                      | Julia van Bokhoven (NED)  | 45e                      |
| 156                      | Kirstie van Haaften (NED) | AB                       |

| Tibco-Silicon Valley Bank TIB | Tibco-Silicon Valley Bank TIB | Tibco-Silicon Valley Bank TIB |
| ----------------------------- | ----------------------------- | ----------------------------- |
| Num                           | Coureuse                      | Pos                           |
| 161                           | Eva Buurman (NED)             | 37e                           |
| 162                           | Kristen Faulkner (USA)        | 51e                           |
| 163                           | Sarah Gigante (AUS)           | 11e                           |
| 164                           | Nina Kessler (NED)            | 55e                           |
| 165                           | Tanja Erath (GER)             | 85e                           |
| 166                           | Eri Yonamine (JPN)            | 52e                           |

| Valcar-Travel & Service VAL | Valcar-Travel & Service VAL | Valcar-Travel & Service VAL |
| --------------------------- | --------------------------- | --------------------------- |
| Num                         | Coureuse                    | Pos                         |
| 171                         | Elena Pirrone (ITA)         | AB                          |
| 172                         | Vittoria Guazzini (ITA)     | 4e                          |
| 173                         | Silvia Persico (ITA)        | 71e                         |
| 174                         | Silvia Pollicini (ITA)      | AB                          |
| 175                         | Martina Alzini (ITA)        | AB                          |
| 176                         | Margaux Vigié (FRA)         | AB                          |

| A.R. Monex Women's ASA | A.R. Monex Women's ASA        | A.R. Monex Women's ASA |
| ---------------------- | ----------------------------- | ---------------------- |
| Num                    | Coureuse                      | Pos                    |
| 181                    | Katia Ragusa (ITA)            | 60e                    |
| 182                    | Maria Novolodskaya (RUS)      | 28e                    |
| 183                    | Lizbeth Salazar (MEX)         | 35e                    |
| 184                    | Jade Teolis (FRA)             | AB                     |
| 185                    | Maria Vittoria Sperotto (ITA) | 57e                    |
| 186                    | Mariia Miliaeva (RUS)         | AB                     |

| Massi Tactic MAT | Massi Tactic MAT                   | Massi Tactic MAT |
| ---------------- | ---------------------------------- | ---------------- |
| Num              | Coureuse                           | Pos              |
| 191              | Agua Marina Espínola (PAR) (route) | AB               |
| 192              | Mireia Benito (ESP)                | 64e              |
| 193              | Maaike Coljé (NED)                 | 75e              |
| 194              | Mireia Trias (ESP)                 | AB               |
| 195              | Vita Heine (NOR)                   | 90e              |
| 196              | Špela Kern (SLO)                   | 41e              |

| Coop-Hitec Products HPU | Coop-Hitec Products HPU  | Coop-Hitec Products HPU |
| ----------------------- | ------------------------ | ----------------------- |
| Num                     | Coureuse                 | Pos                     |
| 201                     | Caroline Andersson (SWE) | AB                      |
| 202                     | Mieke Kröger (GER)       | AB                      |
| 203                     | Amalie Lutro (NOR)       | 68e                     |
| 204                     | Ann Helen Olsen (NOR)    | AB                      |
| 205                     | Ingvild Gåskjenn (NOR)   | 58e                     |
| 206                     | Anne Dorthe Ysland (NOR) | AB                      |

| Drops-Le Col DRP | Drops-Le Col DRP         | Drops-Le Col DRP |
| ---------------- | ------------------------ | ---------------- |
| Num              | Coureuse                 | Pos              |
| 211              | Maria Martins (POR)      | AB               |
| 212              | Danielle Christmas (GBR) | 62e              |
| 213              | Alice Towers (GBR)       | 94e              |
| 214              | Sara Penton (SWE)        | 40e              |
| 215              | Elise Marie Olsen (NOR)  | AB               |
| 216              | April Tacey (GBR)        | 81e              |

| Lviv Cycling Team LCW | Lviv Cycling Team LCW      | Lviv Cycling Team LCW |
| --------------------- | -------------------------- | --------------------- |
| Num                   | Coureuse                   | Pos                   |
| 221                   | Lauren Creamer (IRL)       | AB                    |
| 222                   | Naomi de Roeck (BEL)       | 61e                   |
| 223                   | Anna Nahirna (UKR) (route) | AB                    |
| 224                   | Bronwyn Macgregor (NZL)    | 100e                  |
| 225                   | Olena Sharga (UKR)         | 97e                   |
| 226                   | Hanna Solovey (UKR)        | 59e                   |

| Multum Accountants MUL | Multum Accountants MUL  | Multum Accountants MUL |
| ---------------------- | ----------------------- | ---------------------- |
| Num                    | Coureuse                | Pos                    |
| 231                    | Anna Badegruber (AUT)   | AB                     |
| 232                    | Marijke de Smedt (BEL)  | AB                     |
| 233                    | Fien Delbaere (BEL)     | 78e                    |
| 234                    | Ann-Sophie Duyck (BEL)  | 67e                    |
| 235                    | Céline van Houtum (NED) | 77e                    |
| 236                    | Kylie Waterreus (NED)   | 63e                    |

| Aromitalia-Basso Bikes-Vaiano VAI | Aromitalia-Basso Bikes-Vaiano VAI | Aromitalia-Basso Bikes-Vaiano VAI |
| --------------------------------- | --------------------------------- | --------------------------------- |
| Num                               | Coureuse                          | Pos                               |
| 241                               | Olivija Baleišytė (LTU)           | AB                                |
| 242                               | Giada Borghesi (ITA)              | AB                                |
| 243                               | Letizia Borghesi (ITA)            | 91e                               |
| 244                               | Inga Čilvinaitė (LTU)             | 92e                               |
| 245                               | Rasa Leleivytė (LTU)              | 33e                               |
| 246                               | Gemma Sernissi (ITA)              | AB                                |

| NXTG Racing NXG | NXTG Racing NXG            | NXTG Racing NXG |
| --------------- | -------------------------- | --------------- |
| Num             | Coureuse                   | Pos             |
| 251             | Cathalijne Hoolwerf (NED)  | AB              |
| 252             | Rozemarijn Ammerlaan (NED) | AB              |
| 253             | Julia Borgström (SWE)      | AB              |
| 254             | Ilse Pluimers (NED)        | 95e             |
| 255             | Amelia Sharpe (GBR)        | 72e             |
| 256             | Catalina Soto (CHI)        | AB              |

| Rupelcleaning-Champion lubricants RUP | Rupelcleaning-Champion lubricants RUP | Rupelcleaning-Champion lubricants RUP |
| ------------------------------------- | ------------------------------------- | ------------------------------------- |
| Num                                   | Coureuse                              | Pos                                   |
| 261                                   | Svenja Betz (GER)                     | 98e                                   |
| 262                                   | Mia Griffin (IRL)                     | AB                                    |
| 263                                   | Antonia Gröndahl (FIN)                | 101e                                  |
| 264                                   | Isabelle Beckers (BEL)                | AB                                    |
| 265                                   | Alice Sharpe (IRL)                    | 83e                                   |
| 266                                   | Sara Van de Vel (BEL)                 | 47e                                   |

| Stade Rochelais Charente-Maritime CMW | Stade Rochelais Charente-Maritime CMW | Stade Rochelais Charente-Maritime CMW |
| ------------------------------------- | ------------------------------------- | ------------------------------------- |
| Num                                   | Coureuse                              | Pos                                   |
| 271                                   | Noémie Abgrall (FRA)                  | AB                                    |
| 272                                   | Coralie Demay (FRA)                   | AB                                    |
| 273                                   | India Grangier (FRA)                  | 39e                                   |
| 274                                   | Élodie Le Bail (FRA)                  | AB                                    |
| 275                                   | Maëva Squiban (FRA)                   | AB                                    |
| 276                                   | Noemi Rüegg (SUI)                     | 23e                                   |

| Bizkaia-Durango BDP | Bizkaia-Durango BDP        | Bizkaia-Durango BDP |
| ------------------- | -------------------------- | ------------------- |
| Num                 | Coureuse                   | Pos                 |
| 281                 | Sandra Alonso (ESP)        | AB                  |
| 282                 | Yurani Blanco (ESP)        | AB                  |
| 283                 | Daniela Campos (POR)       | AB                  |
| 284                 | Emilie Fortin (CAN)        | AB                  |
| 285                 | Nadine Michaela Gill (GER) | AB                  |
| 286                 | Elizabeth Holden (GBR)     | AB                  |

| Trek-Segafredo TFS | Trek-Segafredo TFS                 | Trek-Segafredo TFS |
| ------------------ | ---------------------------------- | ------------------ |
| Num                | Coureuse                           | Pos                |
| 1                  | Ellen van Dijk (NED)               | 9e                 |
| 2                  | Lucinda Brand (NED)                | 50e                |
| 3                  | Audrey Cordon-Ragot (FRA) (route)  | 22e                |
| 4                  | Lizzie Deignan (GBR)               | 21e                |
| 5                  | Elisa Longo Borghini (ITA) (route) | 30e                |
| 6                  | Ruth Edwards (USA)                 | 49e                |

| Team DSM DSM | Team DSM DSM           | Team DSM DSM |
| ------------ | ---------------------- | ------------ |
| Num          | Coureuse               | Pos          |
| 11           | Lorena Wiebes (NED)    | AB           |
| 12           | Juliette Labous (FRA)  | 16e          |
| 13           | Liane Lippert (GER)    | 20e          |
| 14           | Floortje Mackaij (NED) | 7e           |
| 15           | Pfeiffer Georgi (GBR)  | 53e          |
| 16           | Julia Soek (NED)       | 106e         |

| Team BikeExchange BEX | Team BikeExchange BEX   | Team BikeExchange BEX |
| --------------------- | ----------------------- | --------------------- |
| Num                   | Coureuse                | Pos                   |
| 21                    | Grace Brown (AUS)       | 6e                    |
| 22                    | Teniel Campbell (TTO)   | 82e                   |
| 23                    | Arianna Fidanza (ITA)   | 43e                   |
| 24                    | Sarah Roy (AUS) (route) | 24e                   |
| 25                    | Moniek Tenniglo (NED)   | 48e                   |
| 26                    | Urška Žigart (SLO)      | 104e                  |

| Movistar Team MOV | Movistar Team MOV                  | Movistar Team MOV |
| ----------------- | ---------------------------------- | ----------------- |
| Num               | Coureuse                           | Pos               |
| 31                | Annemiek van Vleuten (NED) (route) | 1re               |
| 32                | Barbara Guarischi (ITA)            | 102e              |
| 33                | Aude Biannic (FRA)                 | 105e              |
| 34                | Alicia González (ESP)              | AB                |
| 35                | Gloria Rodríguez (ESP)             | AB                |
| 36                | Leah Thomas (USA)                  | 14e               |

| Liv Racing LIV | Liv Racing LIV        | Liv Racing LIV |
| -------------- | --------------------- | -------------- |
| Num            | Coureuse              | Pos            |
| 41             | Valerie Demey (BEL)   | 46e            |
| 42             | Alison Jackson (CAN)  | 5e             |
| 43             | Jeanne Korevaar (NED) | 19e            |
| 44             | Evy Kuijpers (NED)    | 103e           |
| 45             | Soraya Paladin (ITA)  | 18e            |
| 46             | Marta Jaskulska (POL) | 34e            |

| Canyon-SRAM Racing CSR | Canyon-SRAM Racing CSR      | Canyon-SRAM Racing CSR |
| ---------------------- | --------------------------- | ---------------------- |
| Num                    | Coureuse                    | Pos                    |
| 51                     | Neve Bradbury (AUS)         | 86e                    |
| 52                     | Alice Barnes (GBR)          | 54e                    |
| 53                     | Katarzyna Niewiadoma (POL)  | 2e                     |
| 54                     | Elise Chabbey (SUI) (route) | 38e                    |
| 55                     | Ella Harris (NZL)           | AB                     |
| 56                     | Alexis Magner (USA)         | 3e                     |

| Alé BTC Ljubljana ALE | Alé BTC Ljubljana ALE   | Alé BTC Ljubljana ALE |
| --------------------- | ----------------------- | --------------------- |
| Num                   | Coureuse                | Pos                   |
| 61                    | Marta Bastianelli (ITA) | 32e                   |
| 62                    | Maaike Boogaard (NED)   | 44e                   |
| 63                    | Eugenia Bujak (SLO)     | 8e                    |
| 64                    | Tatiana Guderzo (ITA)   | 108e                  |
| 66                    | Sophie Wright (GBR)     | AB                    |

| FDJ-Nouvelle Aquitaine-Futuroscope FDJ | FDJ-Nouvelle Aquitaine-Futuroscope FDJ | FDJ-Nouvelle Aquitaine-Futuroscope FDJ |
| -------------------------------------- | -------------------------------------- | -------------------------------------- |
| Num                                    | Coureuse                               | Pos                                    |
| 71                                     | Stine Borgli (NOR)                     | 10e                                    |
| 72                                     | Brodie Chapman (AUS)                   | 73e                                    |
| 73                                     | Clara Copponi (FRA)                    | 31e                                    |
| 74                                     | Victorie Guilman (FRA)                 | 89e                                    |
| 75                                     | Marie Le Net (FRA)                     | 74e                                    |
| 76                                     | Évita Muzic (FRA)                      | 17e                                    |

| Jumbo-Visma Women Team TJV | Jumbo-Visma Women Team TJV | Jumbo-Visma Women Team TJV |
| -------------------------- | -------------------------- | -------------------------- |
| Num                        | Coureuse                   | Pos                        |
| 81                         | Teuntje Beekhuis (NED)     | 36e                        |
| 82                         | Anouska Koster (NED)       | 26e                        |
| 83                         | Pernille Mathiesen (DEN)   | AB                         |
| 85                         | Karlijn Swinkels (NED)     | 27e                        |
| 86                         | Julie Van de Velde (BEL)   | 29e                        |

| Plantur-Pura PLP | Plantur-Pura PLP           | Plantur-Pura PLP |
| ---------------- | -------------------------- | ---------------- |
| Num              | Coureuse                   | Pos              |
| 91               | Yara Kastelijn (NED)       | 15e              |
| 92               | Aniek van Alphen (NED)     | 69e              |
| 93               | Sanne Cant (BEL)           | 25e              |
| 94               | Julie De Wilde (BEL)       | 96e              |
| 95               | Marthe Truyen (BEL)        | AB               |
| 96               | Inge van der Heijden (NED) | 42e              |

| Doltcini-Van Eyck-Proximus DVE | Doltcini-Van Eyck-Proximus DVE | Doltcini-Van Eyck-Proximus DVE |
| ------------------------------ | ------------------------------ | ------------------------------ |
| Num                            | Coureuse                       | Pos                            |
| 101                            | Marieke de Groot (NED)         | AB                             |
| 102                            | Amber Aernouts (NED)           | AB                             |
| 103                            | Victoire Berteau (FRA)         | AB                             |
| 104                            | Nicole Steigenga (NED)         | 79e                            |
| 105                            | Jade Lenaers (BEL)             | AB                             |
| 106                            | Fien Van Eynde (BEL)           | 93e                            |

| Lotto Soudal Ladies LSL | Lotto Soudal Ladies LSL  | Lotto Soudal Ladies LSL |
| ----------------------- | ------------------------ | ----------------------- |
| Num                     | Coureuse                 | Pos                     |
| 111                     | Anna Plichta (POL)       | 99e                     |
| 112                     | Elise vander Sande (BEL) | 76e                     |
| 113                     | Lone Meertens (BEL)      | AB                      |
| 114                     | Hanna Nilsson (SWE)      | 12e                     |
| 115                     | Abby-Mae Parkinson (GBR) | 84e                     |

| Arkéa Pro Cycling Team ARK | Arkéa Pro Cycling Team ARK    | Arkéa Pro Cycling Team ARK |
| -------------------------- | ----------------------------- | -------------------------- |
| Num                        | Coureuse                      | Pos                        |
| 121                        | Pauline Allin (FRA)           | AB                         |
| 122                        | Charlotte Becker (GER)        | 88e                        |
| 123                        | Léa Curinier (FRA)            | 87e                        |
| 124                        | Sandra Levenez (FRA)          | 107e                       |
| 125                        | Amandine Fouquenet (FRA)      | 65e                        |
| 126                        | Marie-Morgane Le Deunff (FRA) | AB                         |

| Bingoal-Chevalmeire CCT | Bingoal-Chevalmeire CCT   | Bingoal-Chevalmeire CCT |
| ----------------------- | ------------------------- | ----------------------- |
| Num                     | Coureuse                  | Pos                     |
| 141                     | Claudia Jongerius (NED)   | AB                      |
| 142                     | Caren Commissaris (NED)   | AB                      |
| 143                     | Justine Ghekiere (BEL)    | AB                      |
| 144                     | Demmy Druyts (BEL)        | AB                      |
| 145                     | Kelly Van den Steen (BEL) | 80e                     |
| 146                     | Thalita de Jong (NED)     | 13e                     |

| Parkhotel Valkenburg PHV | Parkhotel Valkenburg PHV  | Parkhotel Valkenburg PHV |
| ------------------------ | ------------------------- | ------------------------ |
| Num                      | Coureuse                  | Pos                      |
| 151                      | Leonie Bos (NED)          | AB                       |
| 152                      | Lieke Nooijen (NED)       | 70e                      |
| 153                      | Pien Limpens (NED)        | 66e                      |
| 154                      | Femke Markus (NED)        | 56e                      |
| 155                      | Julia van Bokhoven (NED)  | 45e                      |
| 156                      | Kirstie van Haaften (NED) | AB                       |

| Tibco-Silicon Valley Bank TIB | Tibco-Silicon Valley Bank TIB | Tibco-Silicon Valley Bank TIB |
| ----------------------------- | ----------------------------- | ----------------------------- |
| Num                           | Coureuse                      | Pos                           |
| 161                           | Eva Buurman (NED)             | 37e                           |
| 162                           | Kristen Faulkner (USA)        | 51e                           |
| 163                           | Sarah Gigante (AUS)           | 11e                           |
| 164                           | Nina Kessler (NED)            | 55e                           |
| 165                           | Tanja Erath (GER)             | 85e                           |
| 166                           | Eri Yonamine (JPN)            | 52e                           |

| Valcar-Travel & Service VAL | Valcar-Travel & Service VAL | Valcar-Travel & Service VAL |
| --------------------------- | --------------------------- | --------------------------- |
| Num                         | Coureuse                    | Pos                         |
| 171                         | Elena Pirrone (ITA)         | AB                          |
| 172                         | Vittoria Guazzini (ITA)     | 4e                          |
| 173                         | Silvia Persico (ITA)        | 71e                         |
| 174                         | Silvia Pollicini (ITA)      | AB                          |
| 175                         | Martina Alzini (ITA)        | AB                          |
| 176                         | Margaux Vigié (FRA)         | AB                          |

| A.R. Monex Women's ASA | A.R. Monex Women's ASA        | A.R. Monex Women's ASA |
| ---------------------- | ----------------------------- | ---------------------- |
| Num                    | Coureuse                      | Pos                    |
| 181                    | Katia Ragusa (ITA)            | 60e                    |
| 182                    | Maria Novolodskaya (RUS)      | 28e                    |
| 183                    | Lizbeth Salazar (MEX)         | 35e                    |
| 184                    | Jade Teolis (FRA)             | AB                     |
| 185                    | Maria Vittoria Sperotto (ITA) | 57e                    |
| 186                    | Mariia Miliaeva (RUS)         | AB                     |

| Massi Tactic MAT | Massi Tactic MAT                   | Massi Tactic MAT |
| ---------------- | ---------------------------------- | ---------------- |
| Num              | Coureuse                           | Pos              |
| 191              | Agua Marina Espínola (PAR) (route) | AB               |
| 192              | Mireia Benito (ESP)                | 64e              |
| 193              | Maaike Coljé (NED)                 | 75e              |
| 194              | Mireia Trias (ESP)                 | AB               |
| 195              | Vita Heine (NOR)                   | 90e              |
| 196              | Špela Kern (SLO)                   | 41e              |

| Coop-Hitec Products HPU | Coop-Hitec Products HPU  | Coop-Hitec Products HPU |
| ----------------------- | ------------------------ | ----------------------- |
| Num                     | Coureuse                 | Pos                     |
| 201                     | Caroline Andersson (SWE) | AB                      |
| 202                     | Mieke Kröger (GER)       | AB                      |
| 203                     | Amalie Lutro (NOR)       | 68e                     |
| 204                     | Ann Helen Olsen (NOR)    | AB                      |
| 205                     | Ingvild Gåskjenn (NOR)   | 58e                     |
| 206                     | Anne Dorthe Ysland (NOR) | AB                      |

| Drops-Le Col DRP | Drops-Le Col DRP         | Drops-Le Col DRP |
| ---------------- | ------------------------ | ---------------- |
| Num              | Coureuse                 | Pos              |
| 211              | Maria Martins (POR)      | AB               |
| 212              | Danielle Christmas (GBR) | 62e              |
| 213              | Alice Towers (GBR)       | 94e              |
| 214              | Sara Penton (SWE)        | 40e              |
| 215              | Elise Marie Olsen (NOR)  | AB               |
| 216              | April Tacey (GBR)        | 81e              |

| Lviv Cycling Team LCW | Lviv Cycling Team LCW      | Lviv Cycling Team LCW |
| --------------------- | -------------------------- | --------------------- |
| Num                   | Coureuse                   | Pos                   |
| 221                   | Lauren Creamer (IRL)       | AB                    |
| 222                   | Naomi de Roeck (BEL)       | 61e                   |
| 223                   | Anna Nahirna (UKR) (route) | AB                    |
| 224                   | Bronwyn Macgregor (NZL)    | 100e                  |
| 225                   | Olena Sharga (UKR)         | 97e                   |
| 226                   | Hanna Solovey (UKR)        | 59e                   |

| Multum Accountants MUL | Multum Accountants MUL  | Multum Accountants MUL |
| ---------------------- | ----------------------- | ---------------------- |
| Num                    | Coureuse                | Pos                    |
| 231                    | Anna Badegruber (AUT)   | AB                     |
| 232                    | Marijke de Smedt (BEL)  | AB                     |
| 233                    | Fien Delbaere (BEL)     | 78e                    |
| 234                    | Ann-Sophie Duyck (BEL)  | 67e                    |
| 235                    | Céline van Houtum (NED) | 77e                    |
| 236                    | Kylie Waterreus (NED)   | 63e                    |

| Aromitalia-Basso Bikes-Vaiano VAI | Aromitalia-Basso Bikes-Vaiano VAI | Aromitalia-Basso Bikes-Vaiano VAI |
| --------------------------------- | --------------------------------- | --------------------------------- |
| Num                               | Coureuse                          | Pos                               |
| 241                               | Olivija Baleišytė (LTU)           | AB                                |
| 242                               | Giada Borghesi (ITA)              | AB                                |
| 243                               | Letizia Borghesi (ITA)            | 91e                               |
| 244                               | Inga Čilvinaitė (LTU)             | 92e                               |
| 245                               | Rasa Leleivytė (LTU)              | 33e                               |
| 246                               | Gemma Sernissi (ITA)              | AB                                |

| NXTG Racing NXG | NXTG Racing NXG            | NXTG Racing NXG |
| --------------- | -------------------------- | --------------- |
| Num             | Coureuse                   | Pos             |
| 251             | Cathalijne Hoolwerf (NED)  | AB              |
| 252             | Rozemarijn Ammerlaan (NED) | AB              |
| 253             | Julia Borgström (SWE)      | AB              |
| 254             | Ilse Pluimers (NED)        | 95e             |
| 255             | Amelia Sharpe (GBR)        | 72e             |
| 256             | Catalina Soto (CHI)        | AB              |

| Rupelcleaning-Champion lubricants RUP | Rupelcleaning-Champion lubricants RUP | Rupelcleaning-Champion lubricants RUP |
| ------------------------------------- | ------------------------------------- | ------------------------------------- |
| Num                                   | Coureuse                              | Pos                                   |
| 261                                   | Svenja Betz (GER)                     | 98e                                   |
| 262                                   | Mia Griffin (IRL)                     | AB                                    |
| 263                                   | Antonia Gröndahl (FIN)                | 101e                                  |
| 264                                   | Isabelle Beckers (BEL)                | AB                                    |
| 265                                   | Alice Sharpe (IRL)                    | 83e                                   |
| 266                                   | Sara Van de Vel (BEL)                 | 47e                                   |

| Stade Rochelais Charente-Maritime CMW | Stade Rochelais Charente-Maritime CMW | Stade Rochelais Charente-Maritime CMW |
| ------------------------------------- | ------------------------------------- | ------------------------------------- |
| Num                                   | Coureuse                              | Pos                                   |
| 271                                   | Noémie Abgrall (FRA)                  | AB                                    |
| 272                                   | Coralie Demay (FRA)                   | AB                                    |
| 273                                   | India Grangier (FRA)                  | 39e                                   |
| 274                                   | Élodie Le Bail (FRA)                  | AB                                    |
| 275                                   | Maëva Squiban (FRA)                   | AB                                    |
| 276                                   | Noemi Rüegg (SUI)                     | 23e                                   |

| Bizkaia-Durango BDP | Bizkaia-Durango BDP        | Bizkaia-Durango BDP |
| ------------------- | -------------------------- | ------------------- |
| Num                 | Coureuse                   | Pos                 |
| 281                 | Sandra Alonso (ESP)        | AB                  |
| 282                 | Yurani Blanco (ESP)        | AB                  |
| 283                 | Daniela Campos (POR)       | AB                  |
| 284                 | Emilie Fortin (CAN)        | AB                  |
| 285                 | Nadine Michaela Gill (GER) | AB                  |
| 286                 | Elizabeth Holden (GBR)     | AB                  |

Source,.